# Thomas Hughes

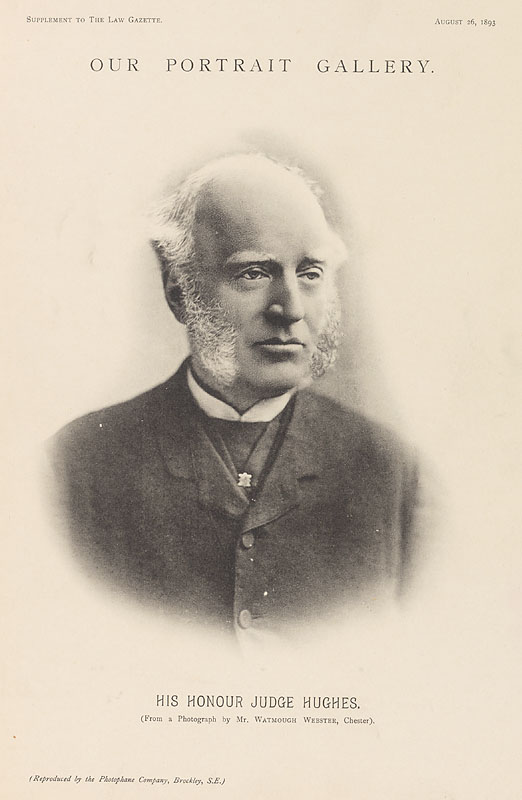
Thomas Hughes, fotografia w The Law Gazette (1893)

Thomas Hughes (20 października 1822 – 22 marca 1896) – angielski reformator społeczny, prawnik i pisarz. Jego najbardziej znanym dziełem są Szkolne lata Toma Browna (Tom Brown's Schooldays, 1857). Mniej znana jest ich kontynuacja, Tom Brown w Oksfordzie (Tom Brown at Oxford).
Był członkiem Izby Gmin 1865–1874 wybranym dwukrotnie z ramienia Partii Liberalnej, członkiem zarządu związku spółdzielni brytyjskich Co-operatives UK i przewodniczącym Kongresu Spółdzielczego w 1869. Interesował się socjalizmem chrześcijańskim, wspierał zakładanie związków zawodowych, finansował liberalne publikacje. W 1880 założył w amerykańskim stanie Tennessee osadę Rugby dla młodszych synów szlacheckich, pomyślaną jako bezklasowa, spółdzielcza wspólnota rolna.